# Истребление животных в зоопарках в военное время
Истребление животных в зоопарках в военное время — намеренное убийство животных в зоопарках в период ведения военных действий, которых местные власти считают опасными, чтобы не допустить угрозы для жизни людей или материального ущерба в том случае, если животные в результате, например, бомбардировки смогут освободиться из клеток.
Намеренные истребления животных в зоопарках имели место в основном в период Второй мировой войны. Самым известным из подобных актов было массовое убийство различных животных в японском зоопарке Уэно, происходившее на протяжении нескольких месяцев во второй половине 1943 года, когда участились налёты американской авиации на страну. Известно, что слоны зоопарка были убиты 11 августа 1943 года, в скором времени голодом было заморено 27 львов и 14 лошадей, затем наступила очередь медведей, тигров, леопардов, ядовитых змей и многих других животных, которых убивали самыми различными способами — от удушения и лишения пищи до отравления и убийств с помощью холодного оружия.
Данная акция была самой масштабной и длительной, однако не единичной. Во многих зоопарках и зоологических садах Японии намеренные убийства животных продолжились и в 1944 году, причём уничтожались не только хищные или очень крупные животные: например, в зоопарке Киото по приказу властей были убиты 13 коров. В контексте истребления зоопарковых животных в Японии в годы войны получила известность деятельность Китао Эити, директора зоопарка Хигасияма, который категорически отказался убивать жившего там слона и спас большинство обитателей зоопарка, приговорённых властями к уничтожению, за исключением медведя, льва и двух лошадей, которых убили военные. Истребление животных в японских зоопарках после Второй мировой войны стало темой для создания целого ряда произведений искусства.
Несмотря на то, что подобный термин используется в первую очередь в японской историографии (где для него даже есть отдельное название — 戦時猛獣処分, букв. «убийство зверей в связи с войной»), акции подобного рода случались во время войны и в целом ряде других стран, в том числе в Германии, Великобритании и США. Так, в Белфастском зоопарке в 1941 году, когда начались бомбардировки города немецкой авиацией, истребили львов, волков, гиен, белых медведей, однако не тронули слона; в Лондонском зоопарке истребили ядовитых змей, ящериц и скорпионов. В Германии по указанию властей в 1940 году истребили множество различных животных в Вуппертале, в 1944 году в связи с участившимися воздушными налётами производилось истребление львов во Франкфуртском зоопарке.